# Punta La Plaza
Punta La Plaza (in francese Pointe de la Plaza, in spagnolo Punta La Plaza) è un promontorio nella baia dell'Ammiragliato dell'isola di re Giorgio, nell'arcipelago delle Isole Shetland Meridionali. Si trova sulla punta meridionale della penisola Keller, che separa l'insenatura di Mackellar da quella di Martel.

## Storia
Il promontorio fu mappato nel dicembre 1909 durante la quinta spedizione antartica francese (1908-1910) guidata da Jean-Baptiste Charcot. Charcot lo chiamò in onore del politico argentino Victorino de la Plaza (1840-1919), allora ministro degli Esteri e poi presidente dell'Argentina. Il Comitato britannico per i toponimi antartici tradusse il nome francese in inglese il 20 settembre 1955.

### Incidente navale
Il primo incidente degno di nota dell'Explorer, una nave da crociera specializzata nel turismo antartico, avvenne quando si incagliò vicino a punta La Plaza, estremità dell'isola di re Giorgio, l'11 febbraio 1972; i suoi passeggeri, tra cui Lindblad, furono salvati dall'Armada de Chile. Fu rimorchiata a Buenos Aires (Argentina) e poi a Kristiansand (Norvegia) per le riparazioni. Dopo essere stata ribattezzata Lindblad Explorer, la nave si incagliò al largo dell'isola Wiencke nell'Antartico il 25 dicembre 1979. I 70 passeggeri e 34 membri dell'equipaggio furono salvati dalla nave ausiliaria Piloto Pardo della Marina cilena, lasciando il capitano e un equipaggio ridotto di 21 persone a bordo in attesa dell'arrivo di un rimorchiatore.